# David Vitter
David Bruce Vitter, född 3 maj 1961 i New Orleans, Louisiana, är en amerikansk republikansk politiker. Han var ledamot av USA:s senat från Louisiana 2005–2017. Han var ledamot av USA:s representanthus 1999–2005.
Vitter studerade vid Harvard University och Oxfords universitet. Han avlade sedan  juristexamen vid Tulane University. Han arbetade sedan som advokat och var ledamot av Louisiana House of Representatives, underhuset i delstaten Louisianas lagstiftande församling, 1992–1999.
David och Wendy Vitter har tre döttrar och en son.
Vitter har undervisat vid Tulane University och Loyola University New Orleans.

## Anställning av sexarbetare
I början av juli 2007 ingick Vitters telefonnummer i en publicerad lista över telefonregister av Pamela Martin och Associates, ett företag som ägs och drivs av Deborah Jeane Palfrey som dömdes av den amerikanska staten för att driva en prostitutionstjänst. Hustler identifierade telefonnumret och kontaktade Vitters kontor för att fråga om hans anknytning till Palfrey. Den 16 juli 2007, efter en vecka av självpålagt avskildhet dök Vitter upp och kallade en presskonferens. När hans maka stod bredvid honom, bad Vitter allmänheten om förlåtelse. Efter Vitters kommentarer talade hans maka Wendy Vitter men båda nekade att svara på några frågor.